# Daniel da Silva
Daniel da Silva (n. 27 mai 1973, São Paulo, São Paulo, Brazilia) este un fost fotbalist brazilian.
Daniel a debutat la echipa națională a Braziliei în anul 2002.

## Statistici
| Brazilia | Brazilia | Brazilia |
| An       | Meciuri  | Goluri   |
| -------- | -------- | -------- |
| 2002     | 1        | 0        |
| Total    | 1        | 0        |